# Tromtö herrgård
Tromtö herrgård är en herrgård i Förkärla socken, Ronneby kommun. Herrgården ligger på en liten ö, fem kilometer väster om Karlskrona. Gården blev 1687 säteri för generalamiralen Hans Wachtmeister och hans släkt. Numera tillhör Tromtö herrgård Johannishus godsförvaltning AB. Herrgården blev byggnadsminne 4 juni 1986.

## Historik och beskrivning
Tromtö tillhörde under dansktiden ätten Thott, men köptes 1687 av amiralsgeneralen Hans Wachtmeister och fördes 1712 till det av denne bildade Skunckenbergs – senare Johannishus – fideikommiss. Redan från början var gården avsedd som sommarbostad och har så förblivit.
Mangårdsbyggnaden (corps-de-logi) är ett vackert beläget tvåvånings timmerhus flankerat av två envåningsflyglar i samma fasadlinje. Huvudbyggnaden härstammar möjligen från 1600-talets slut. Den ombyggdes 1834 i nyklassicistisk stil, tydligt inspirerad av Gustav III:s paviljong på Haga och har sedan dess knappast förändrats.
Byggnadens mittparti med sex fönsteraxlar flankeras av två envånings sidoflyglar, pocher, och de låga - närmast platta - plåttaken kantas av balustrader. I interiören märks matsalens panoramatapet med motiv från grekiska frihetskriget, tryckt i Elsass 1827. De båda envåningsflyglarna - troligen med stomme från 1700-talet - är reveterade och vitfärgade.
Till byggnadsminnet hör dessutom ett envånings bostadshus för tjänstefolk, beläget i vinkel mot södra flygeln med samma fasadutformning och takmaterial som denna, samt tre små träbyggnader, däribland en lekstuga med lövsågeridekor från 1800-talets slut.

## Ägare
- ????–1643  Tage Andersen Thott (-1643)
- 1643–1658  Sophie Rantzau
- 1658–1683  Henrik von Krefelt (-1683)[5]
- 1683–1687 Cornelius Anckarstjerna
- 1687–1712 Hans Wachtmeister af Johannishus
- 1712–1964 Wachtmeisters fideikommiss
- 1964–nutid Johannishus Fideikommiss AB